# Orrcsont

Koponya oldalnézetből:
1. homlokcsont (os frontale)
2. falcsont (os parietale)
3. orrcsont (zöld színnel jelölve)
4. könnycsont (os lacrimale)
5. rostacsont (os ethmoidale)
6. ékcsont (os sphenoidale)
7. nyakszirtcsont (os occipitale)
8. halántékcsont (os temporale)
9. járomcsont (os zygomaticum)
10. felső állcsont (maxilla)
11. állkapocscsont (mandibula)

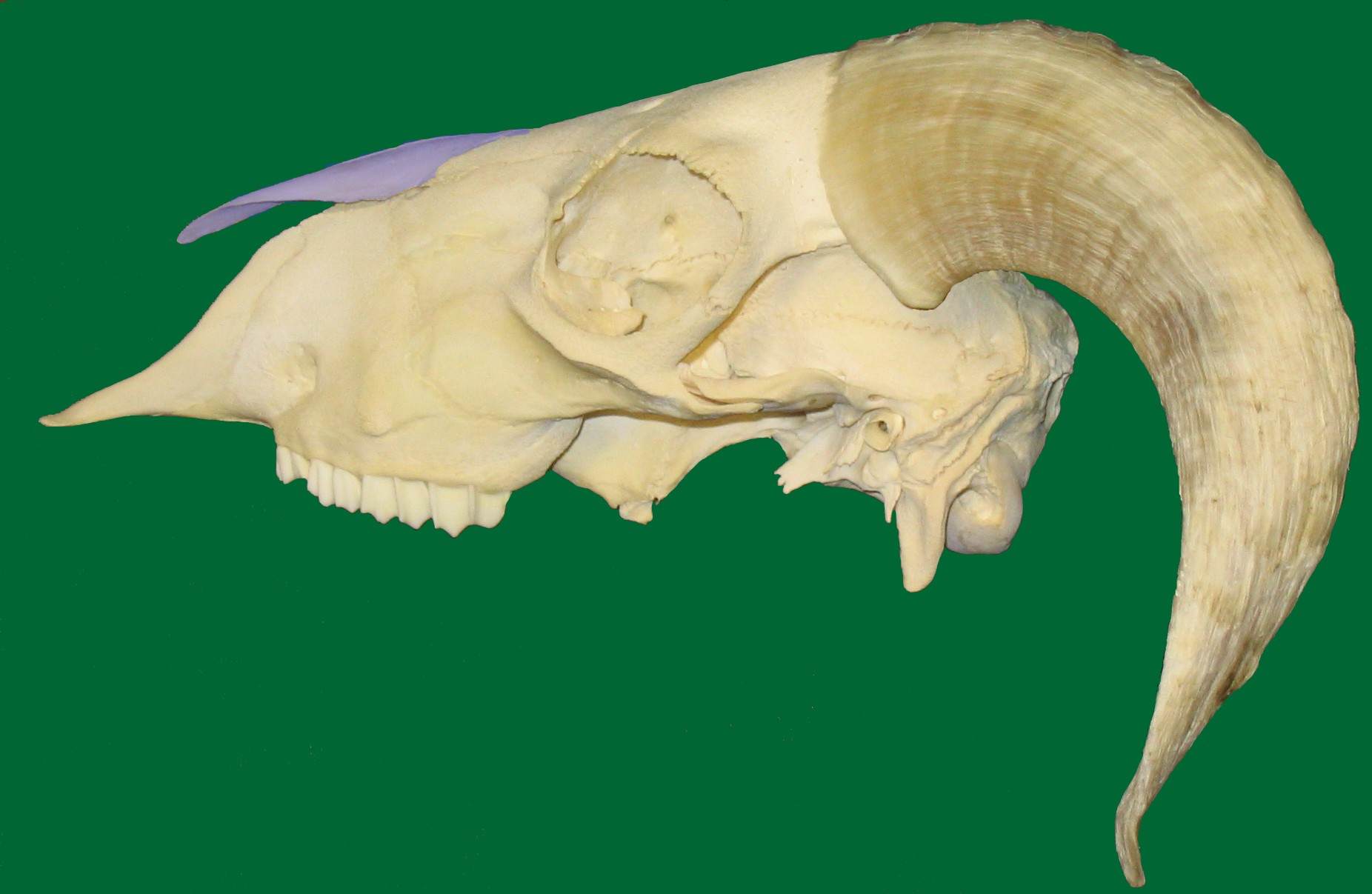
Egy juh orrcsontja (kék színnel jelölve)

Az orrcsont (os nasale) kis méretű, hosszúkás, lapos, négyélű csont, mely az arc felső részének közepén, párban található. A két csont egymáshoz illeszkedik, a találkozásuknál található az orrnyereg, amely az orr felső részét alkotja. Az orrcsont és a homlokcsont találkozása az orrgyök (radix nasi). Az ember esetében a csontok mérete és alakja személyenként eltér.
Számos emlősnél (az ember és a ragadozók kivételével) az orrcsont a premaxilla előtt helyezkedik el.

## Felületek
A külső felülete fentről-lefelé konkáv konvex, oldalról pedig konvex; a musculus pyramidalis nasi, és az orrizom számára biztosít tapadási helyet és középtájon egy nyílás található, melyen egy apró ér halad át.
A belső felülete oldalról konkáv, és fentről lefelé egy vájat található rajta a nasocillaris ideg egyik ágának.

## Kapcsolódások
Az orrcsont négy csonthoz kapcsolódik: két koponyacsonthoz, a homlok- és a rostacsonthoz, valamint két arccsonthoz, a szemben levő orrcsonthoz és az állcsonthoz.

## Galéria

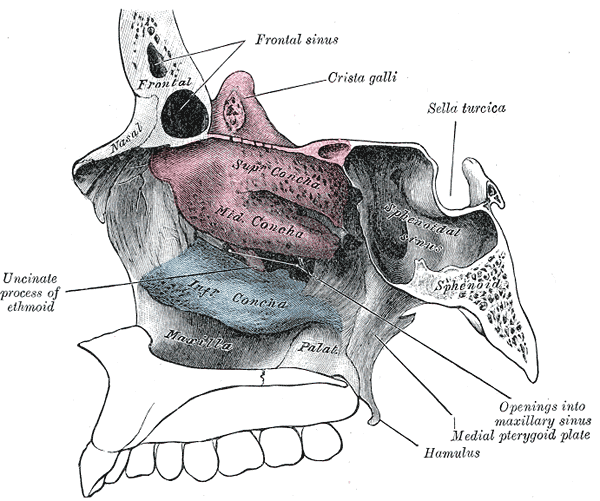
Az orrüreg oldalsó fala, a rostacsont helyének megjelölésével.
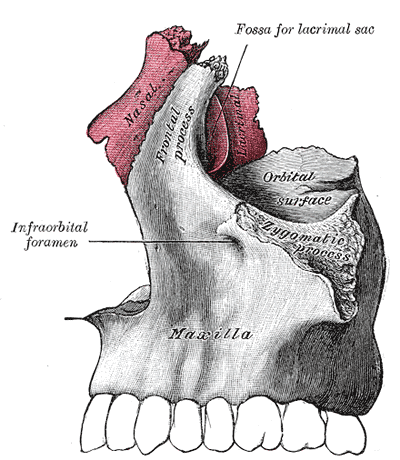
Az orr- és a könnycsont kapcsolódása a felső állcsonthoz.
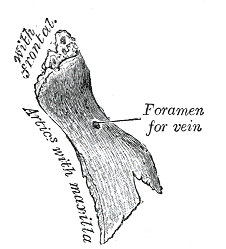
Jobb oldali orrcsont. Külső felület.
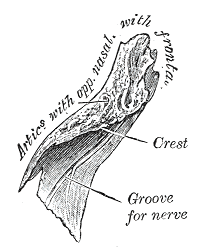
Jobb oldali orrcsont. Belső felület.

## Fordítás
- Ez a szócikk részben vagy egészben  a   Nasal bone című angol Wikipédia-szócikk ezen változatának fordításán alapul.  Az eredeti cikk szerkesztőit annak laptörténete sorolja fel. Ez a jelzés csupán a megfogalmazás eredetét és a szerzői jogokat jelzi, nem szolgál a cikkben szereplő információk forrásmegjelöléseként.

## Külső hivatkozások

### Magyar nyelven
- Orr. (Hozzáférés: 2009. június 2.) [Tiltott forrás?]

### Angol nyelven
- nasal+bone at eMedicine Dictionary. [2011. június 12-i dátummal az eredetiből archiválva]. (Hozzáférés: 2009. június 2.)
- SUNY Downstate Medical Center – Figure 22.2 – Anterior view of skull. [2011. május 19-i dátummal az eredetiből archiválva]. (Hozzáférés: 2009. június 2.)
- SUNY Downstate Medical Center – Laboratory 29. – Orbits and Eye: Bones. [2007. október 24-i dátummal az eredetiből archiválva]. (Hozzáférés: 2009. június 2.)
- SUNY Downstate Medical Center – Figure 33.1 – The bones of the lateral nasal wall. [2007. december 6-i dátummal az eredetiből archiválva]. (Hozzáférés: 2009. június 2.)
- RocheLexicon – Schädel. [2009. augusztus 13-i dátummal az eredetiből archiválva]. (Hozzáférés: 2009. június 2.)